# Поджо-Руско
Поджо-Руско (італ. Poggio Rusco) — муніципалітет в Італії, у регіоні Ломбардія, провінція Мантуя.
Поджо-Руско розташоване на відстані близько 360 км на північ від Рима, 165 км на схід від Мілана, 33 км на південний схід від Мантуї.
Населення — 6641 особа (2014).
Щорічний фестиваль відбувається 31 травня. Покровитель — SS. Nome di Maria.

## Демографія
Населення за роками:

Станом на 1 січня 2023 року в муніципалітеті офіційно проживали 1064 іноземці з 36 країн, серед них 110 громадян країн Євросоюзу та 19 громадян України.

## Міста-побратими
- Конде-сюр-Нуаро, Франція (1999)

## Сусідні муніципалітети
- Маньякавалло
- Мірандола
- Сан-Джованні-дель-Доссо
- Сківенолья
- Серміде
- Вілла-Пома